# Pierre de Gaulle
Pierre de Gaulle, född 22 mars 1897 i Paris, död 26 december 1959 i Neuilly-sur-Seine, var en fransk bankman och politiker.
Pierre de Gaulle var yngre bror till Charles de Gaulle. Efter juridiska studier anställdes han i Banque de l'Union Parisienne, där han 1939 blev vice direktör. Efter Frankrikes sammanbrott i andra världskriget 1940 deltog han aktivt i motståndsrörelsen mot tyskarna, häktades 1943 av Gestapo och fördes till koncentrationslägret i Eichberg, där han 1945 befriades av amerikanerna. Samma år utnämndes han till generalkonsul i Genève. Efter gaullisternas seger vid kommunalvalen i oktober 1947 blev de Gaulle stadsfullmäktiges ordförande i Paris.